# نظارات عمى الألوان
نظارات تصحيح الألوان أو عدسات تصحيح الألوان هي فلاتر ضوئية، غالبًا ما تأتي على شكل نظارات أو عدسات لاصقة، تهدف إلى تخفيف تأثير عمى الألوان من خلال تقريب رؤية الألوان الضعيفة إلى رؤية ألوان طبيعية أو تسهيل أداء مهام تتعلق بالألوان. بالرغم من شعبيتها الكبيرة، فإن الأدبيات الأكاديمية تبدي عادةً تشككًا في فعالية عدسات تصحيح الألوان.

## عمى الألوان

لوحة من اختبار ايشيهارا

عمى الألوان (نقص رؤية الألوان) هو انخفاض القدرة على رؤية الألوان أو التمييز بينها. يمكن أن يؤثر هذا على المهام اليومية المرتبطة بالألوان مثل اختيار الفواكه الناضجة أو اختيار الملابس، وكذلك المهام المتعلقة بالسلامة مثل تفسير إشارات المرور الضوئية. وعلى الرغم من أن عمى الألوان يُعتبر إعاقة طفيفة، فإن استخدام الألوان في أنظمة السلامة يحرم المصابين به من العديد من المهن.
يتم فحص عمى الألوان في هذه المهن باستخدام اختبارات رؤية الألوان، وغالبًا ما يُستخدم اختبار إيشيهارا. لا يوجد علاج لعمى الألوان، لكن يمكن إدارة ضعف رؤية الألوان من خلال تطبيقات رقمية أو عدسات تصحيح الألوان.

## أنواع عدسات تصحيح الألوان
هناك عدة أنواع من العدسات التي تدعي تحسين دقة أداء المهام المتعلقة بالألوان. قد تكون هذه العدسات على شكل نظارات، أو عدسات لاصقة، أو عدسات محمولة باليد، وتختلف بحسب مبدأ عملها. معظم هذه العدسات مخصصة لعلاج عمى الألوان الأحمر-الأخضر، رغم أن بعض العدسات تستهدف عمى الألوان الأزرق-الأصفر أيضًا. جميع العدسات تعمل كمرشحات ضوئية سلبية، مما يعني أنها تقلل أو تحجب أطوال موجية محددة من الضوء، ولكن هناك اختلافات كبيرة في طريقة التطبيق، منها:
- عدسات مختلفة: تستخدم فلاتر مختلفة لكل عين
- عدسات أحادية العين: تستخدم فلترًا على عين واحدة فقط
- عدسات ثنائية العين: تستخدم نفس الفلتر على كلتا العينين

### العدسات المختلفة
نشأت فكرة استخدام الفلاتر الملونة كعدسات تصحيح ألوان من أوغست زيبيك في عام 1837. في عام 1857، صنع جيمس كليرك ماكسويل نظارات حمراء وخضراء بناءً على نظرية زيبيك.
لاحظ زيبيك أن العدسات الحمراء والخضراء تغير من شدة ألوان معينة كانت تظهر للمرضى الذين يعانون من عمى الألوان الأحمر-الأخضر كألوان متماثلة، مما سمح لهم بتقدير اللون الصحيح. بناءً على هذه النتائج، افترض ماكسويل أن إدراك اللون سيتحسن بعد فترة استخدام طويلة لهذه النظارات.
لا يتم تسويق العدسات الملونة المختلفة للأحمر والأخضر في الوقت الحالي، ربما بسبب التشوه الكبير في رؤية الألوان التي تسببها (مما يصعب مهمة تسمية الألوان)، وأيضًا لأن ألوان العدسات المختلفة ليست جمالية.
ومع ذلك، هناك اختراع حديث من السويد يُسمى "سي كي" يستخدم عدسات حمراء وخضراء لمساعدة المستخدم على تحديد الألوان. هذه العدسات لا تُرتدى على العينين، بل تُحمل باليد. يقوم المستخدم بالتناوب بين النظر من خلال العدستين، ويمكنه استنتاج اللون من خلال التغير في السطوع النسبي بين العدستين والرؤية المباشرة.
على سبيل المثال، كان الأشخاص المصابون بعمى الألوان الأحمر-الأخضر يخلطون بين اللونين الأخضر والبرتقالي؛ باستخدام "سي كي"، يظهر اللون البرتقالي أفتح من خلال العدسة الحمراء وأغمق من خلال العدسة الخضراء (مقارنة بعدم استخدام أي فلتر).
أظهر استخدام العدسات خلال اختبار إيشيهارا تحسنًا بنسبة 86%. على عكس العدسات الأخرى، فإن "سي كي" لا يُقصد به أن يُرتدى باستمرار، وإنما يُستخدم فقط عند الحاجة لأداء مهمة تتطلب تمييز الألوان.

### العدسات أحادية العين

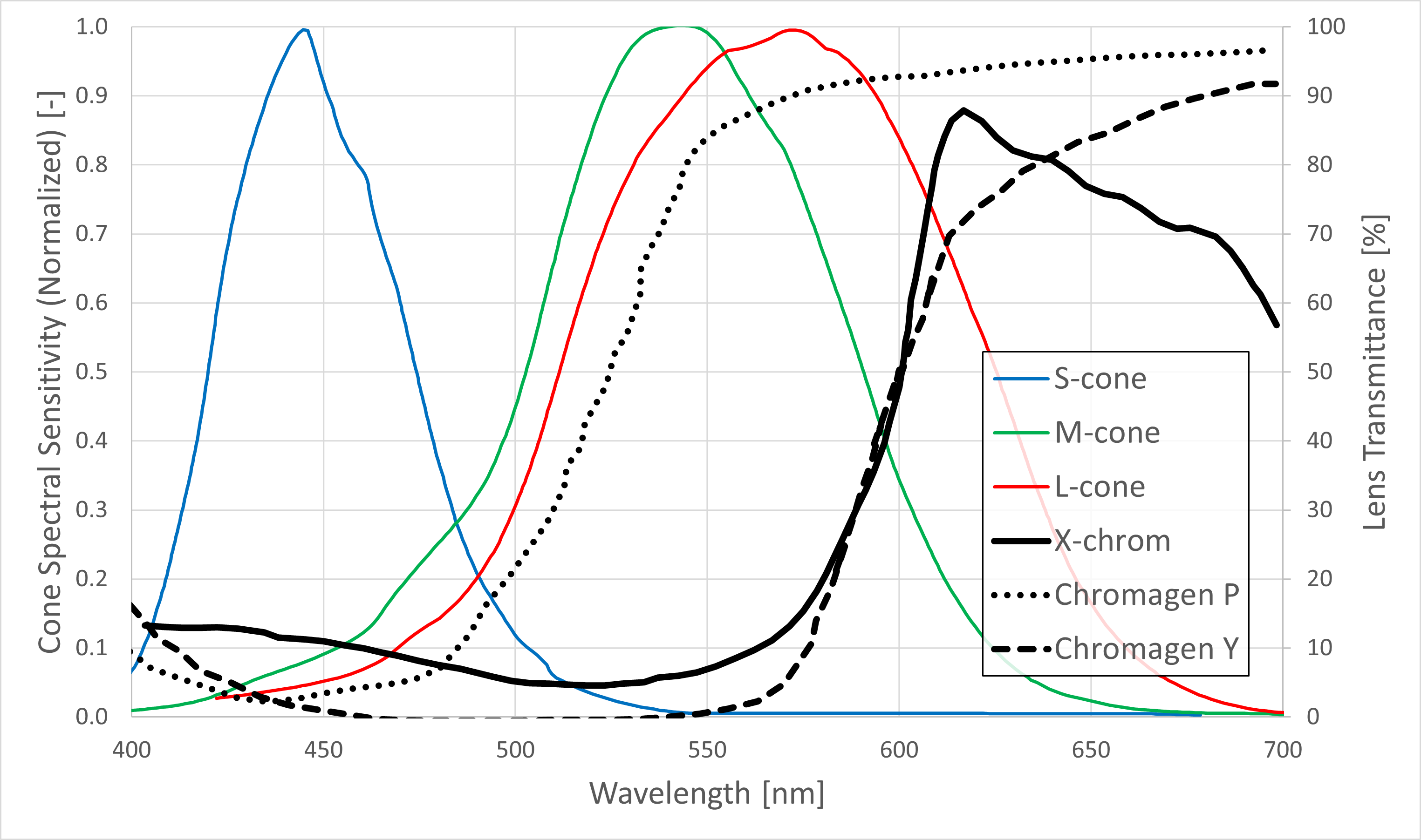
نفاذية عدسات تصحيح الألوان الأحادية المختلفة المتراكبة على الحساسيات الطيفية الطبيعية لأوبسينات المخروط لمراقب طبيعي للألوان.

العدسات أحادية العين هي عادة عدسات لاصقة ذات لون أحمر تُرتدى على عين واحدة فقط، وغالبًا على العين غير المسيطرة. تهدف هذه العدسات إلى استغلال التفاوت بين العينين (التباين الثنائي) لتحسين تمييز بعض الألوان. مقارنةً بالعدسات ذات الفلاتر المختلفة لكل عين، تُترك عين واحدة بدون فلتر للحفاظ على إدراك واقعي للألوان. من أمثلة هذه التقنية عدسات "إكس-كروم" (1971؛ يدوية) و"كروماغين" (1998).
أظهرت مراجعة أجريت عام 1981 لدراسات مختلفة حول تأثير عدسة "إكس-كروم" أن العدسة قد تساعد المستخدم على تحقيق نتائج أفضل في بعض اختبارات رؤية الألوان، خاصة لوحات اختبار إيشيهارا، لكنها لا تصحح رؤية الألوان في البيئة الطبيعية أو في التطبيقات العملية والصناعية. يعود التحسن في اختبارات الألوان الوهمية إلى تغيير انتقائي في سطوع بعض الألوان، مما يضيف تباينًا عديم اللون (أكروماتيكي) للصور بدلاً من زيادة التباين اللوني.
في الواقع، وعلى الرغم من الادعاء بأن التفاوت بين العينين يحسن رؤية الألوان، فقد تحسنت نتائج اختبار إيشيهارا أكثر عند تغطية العين المسيطرة (غير المفلترة) أثناء الاختبار.
على الرغم من استمرار وجود هذه العدسات في السوق، فإن الفلاتر أحادية العين تُعتبر قديمة وغير فعالة بسبب آثارها الجانبية مثل تقليل حدة الرؤية، وتغيير إدراك سرعة الأجسام، وتشوهات بصرية مثل تأثير بولفريش، وضعف إدراك العمق. هذه الآثار الجانبية قد تجعل العدسات أحادية العين غير مناسبة كحل لعمى الألوان.

### عدسات ثنائية العين
تطبّق العدسات ثنائية العين نفس الفلتر على كلتا العينين، ولا تستخدم التفاوت الثنائي بين العينين (كما في العدسات أحادية العين) أو التفاوت الزمني (كما في تقنية SeeKey) لاستخلاص معلومات حول الألوان.
تنقسم الفلاتر ثنائية العين إلى نوعين بناءً على شكل منحنيات انتقال الضوء (منحنيات النفاذية) الخاصة بها.

#### مرشحات ملونة

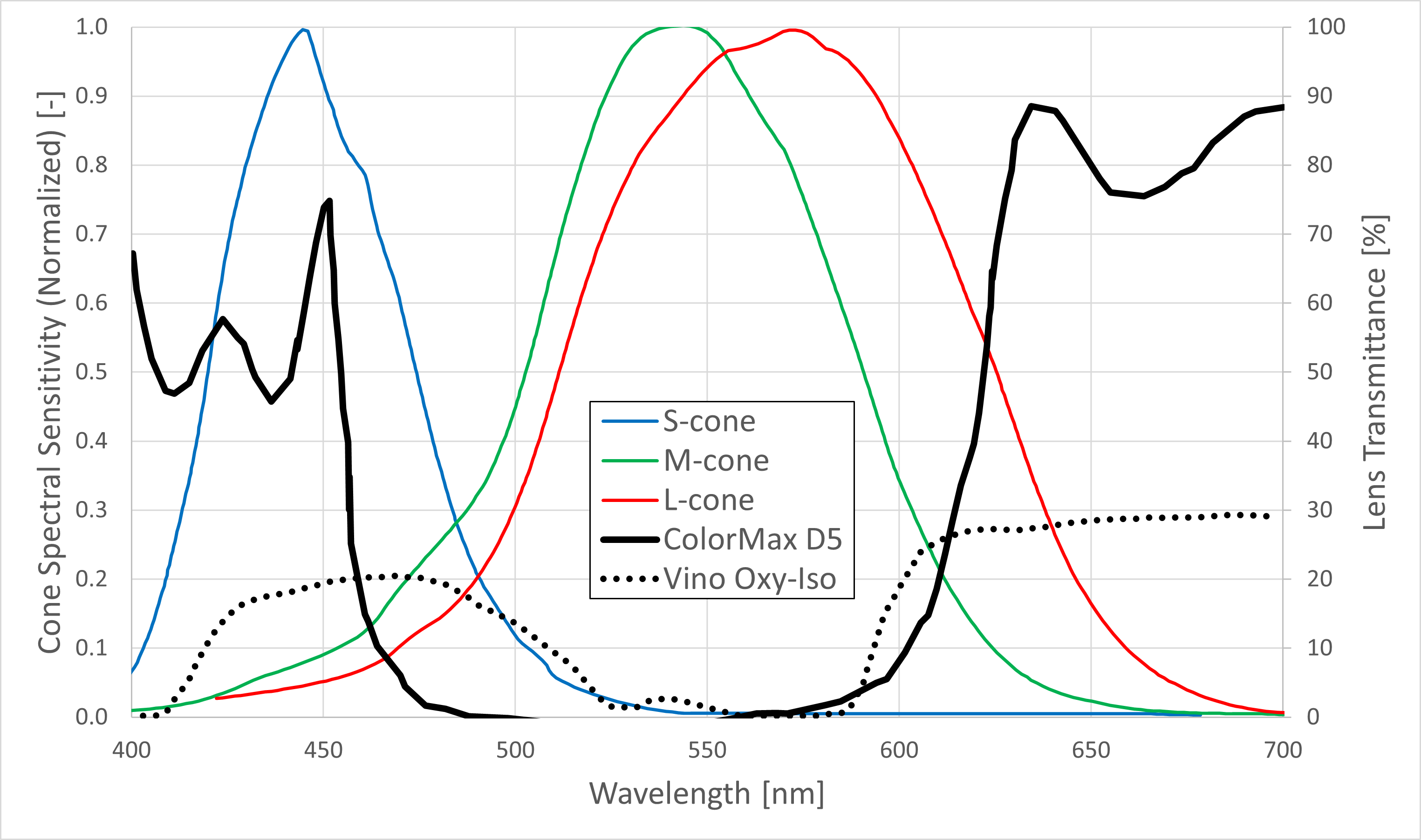
نفاذية العدسات الملونة لتصحيح الألوان (Vino و ColorMax) المتراكبة على الحساسيات الطيفية الطبيعية لأوبسينات المخاريط لمراقب طبيعي للألوان.

العدسات الملونة (مثل نظارات بايلستون كولورلايت وكولور ماكس) تقوم هذه العدسات بتطبيق صبغة لونية (مثل اللون البنفسجي) على الضوء الداخل، مما قد يؤدي إلى تشويه الألوان بطريقة تسهل أداء بعض المهام المتعلقة بالألوان. يمكن لهذه النظارات تجاوز العديد من اختبارات عمى الألوان، رغم أن ارتداءها أثناء الاختبارات عادةً ما يكون غير مسموح به.
تتميز هذه الفلاتر بوجود نقطة قطع في النفاذية قرب طول موجي معين يتوافق مع ذروة حساسية أحد أنواع الأوبسين (المستقبلات الضوئية في العين)، مما يمكن أن يحوّل ذروة الطول الموجي إلى أطوال موجية أعلى أو أقل. وبما أن حالات التثالث اللوني الشاذ (مثل البروتانومالي والديوترانومالي) تنتج عن تقارب ذروتين لطول موجي لفئتين من الأوبسين على الطيف اللوني، فإن تحريكهما بعيدًا عن بعضهما يُعتقد أنه يحسن رؤية الألوان.
لكن تقييمًا أُجري في عام 2010 لعدة فلاتر ملونة أظهر عدم وجود تحسين ملحوظ في رؤية الألوان حسب اختبار D-15 أو اختبار عملي يشمل ألوان إشارات المرور (مشابه لاختبار فالانت). ووصفت الدراسة أن هذه العدسات "يجب أن تُعتبر خطيرة في بيئة المرور".

#### مرشحات الشق

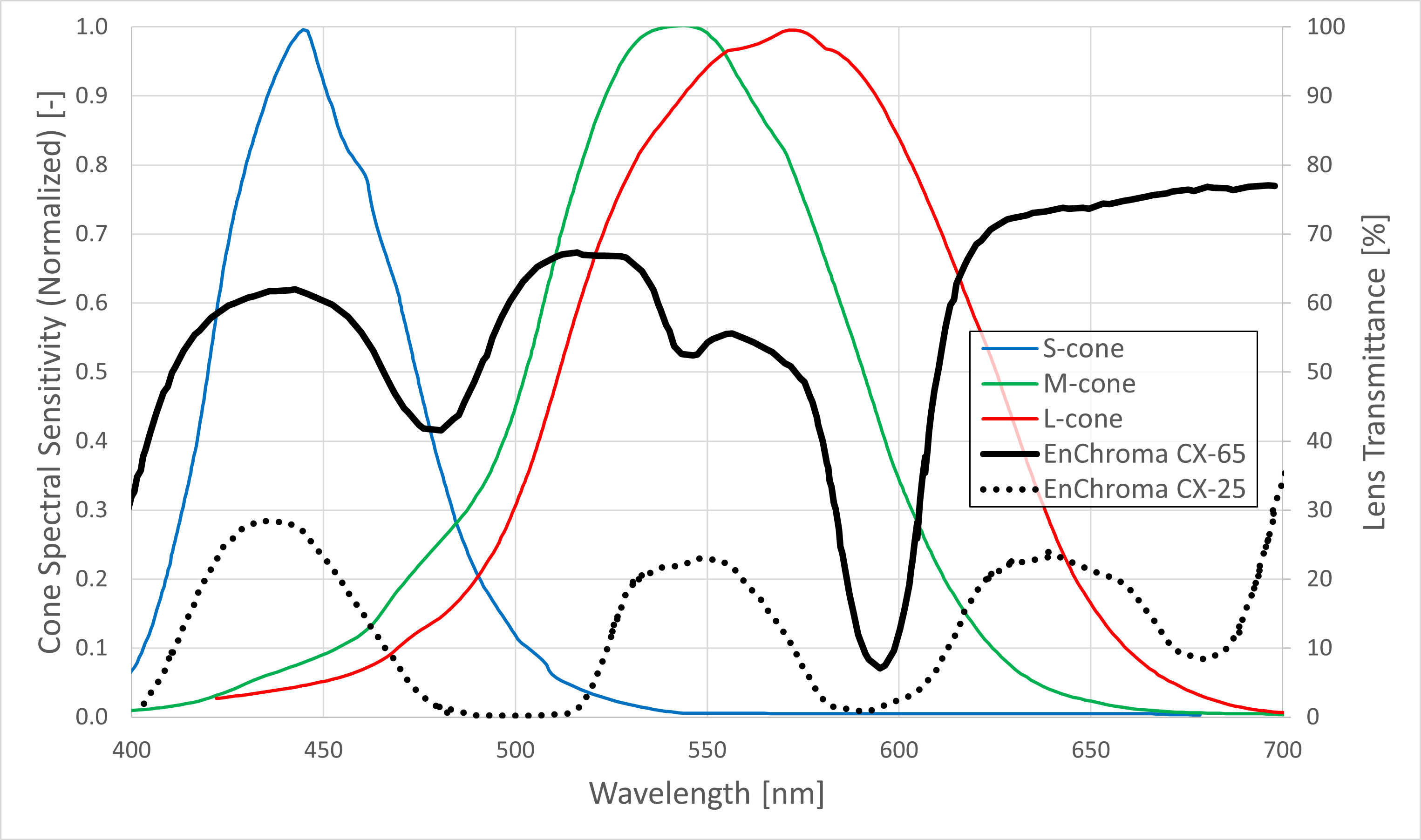
نفاذية عدسات تصحيح الألوان EnChroma (داخلية وخارجية) متراكبة على الحساسيات الطيفية الطبيعية لأوبسينات المخاريط لمراقب طبيعي للألوان.

نظارات بفلتر شريطي (مثل نظارات إنكروما):
تعمل هذه النظارات على تصفية نطاق ضيق من الضوء حول الطول الموجي 590 نانومتر، والذي ينشط كلًا من مستقبلات اللون الأحمر (L-cones) والأخضر (M-cones) في العين، وهو نطاق ألوان أصفر-أخضر. غالبًا ما تُدمج هذه الفلاتر مع نطاق إيقاف إضافي في منطقة الطول الموجي القصير (الأزرق) لتقليل صبغة العدسات وتقريبها من فلتر الكثافة المحايدة.
تتفوق هذه العدسات على أنواع العدسات الأخرى بكونها تسبب تشويهًا أقل للألوان، حيث يؤدي استخدامها إلى زيادة تشبع بعض الألوان (حسب الأطياف الأساسية)، ويصف العديد من المستخدمين ذلك بأن بعض الألوان "تنبثق" أو تصبح أكثر وضوحًا. تأتي نظارات إنكروما بأنواع داخلية وخارجية تختلف في كمية الضوء التي تحجبها.
تعمل العدسات المزودة بفلتر شريطي فقط مع أصحاب رؤية الألوان الثلاثية (سواء كانت غير طبيعية أو طبيعية)، وعلى عكس بعض الأنواع الأخرى من العدسات، لا تؤثر بشكل كبير على أصحاب رؤية الألوان الثنائية (دكرومات). ومع ذلك، فإن التشخيص التفريقي بين أصحاب الرؤية الثنائية والثلاثية يتطلب اختبارات رؤية خاصة أو اختبارات جينية، لذا غالبًا لا يتم إجراؤه.
أظهرت عدة دراسات حول فعالية نظارات إنكروما عدم وجود تحسن في اختبارات رؤية الألوان التقليدية مثل اختبار إيشيهارا، FM-100، واختبار CAD. وأظهرت دراسات أخرى تحسنًا طفيفًا في اختبارات إيشيهارا وD-15،  لكن تم تفسير ذلك بأنه نتيجة زيادة التباين اللمعي وليس تحسنًا حقيقيًا في التمييز اللوني. 
تشير أبحاث حديثة إلى أن الاستخدام طويل الأمد لنظارات إنكروما قد يكون له تأثير إيجابي على إدراك الألوان حتى بعد إزالة النظارات، حيث يقترح الباحثون أن "تعديلات إشارات المستقبلات الضوئية تنشط قاعدة ما بعد المستقبلات ذات مرونة قد تُستغل في إعادة التأهيل البصري".

## التسويق
عندما تم طرح عدسات إكس-كروم، وهي أول عدسات تصحيح ألوان علاجية، في عام 1971، زاد الاهتمام بها بسبب ادعاءات خاطئة بأنها قادرة على علاج عمى الألوان. في ذلك الوقت، كان لدى إدارة الغذاء والدواء الأمريكية سلطة محدودة على تنظيم الادعاءات الكاذبة المتعلقة بالأجهزة الطبية. وفي عام 1976، منحتها "قانون تنظيم الأجهزة الطبية" هذه السلطة، لكن عدسات إكس-كروم بقيت خارج نطاق اختصاصها لأنها لم تُصنف كأجهزة طبية.
عندما أبلغت شركة كولورماكس إدارة الغذاء والدواء عام 1998 عن عدساتها الجديدة لتصحيح الألوان، فرضت الإدارة قيودًا على التسويق الذي يمكن للشركة استخدامه، منها:
- عدم التلميح إلى أن العدسات ستجعل المكفوفين للألوان يرون "ألوانًا طبيعية".
- عدم الادعاء بالحصول على موافقة إدارة الغذاء والدواء (فالتبليغ لا يعني الموافقة ولا يُعتبر تأييدًا للتقنية).
- وجوب الإشارة إلى أن أي تحسين في تمييز بعض الألوان يكون على حساب ألوان أخرى.

وكانت هذه القيود ستُطبق أيضًا على أي عدسات تصحيح ألوان لاحقة ترغب في استخدام كولورماكس (أو إكس-كروم) كجهاز طبي سابق، حيث تسهل هذه الصفة المسار التنظيمي.
تنتشر على نطاق واسع مقاطع فيديو على الإنترنت تُظهر أشخاصًا يعانون من عمى الألوان وهم يجربون نظارات تصحيح الألوان لأول مرة مع ردود فعل عاطفية، وقد اعتمد العديد من منتجي العدسات على هذا النوع من التسويق الفيروسي. ورغم حظر الشركات المنتجة من إطلاق هذه الادعاءات، إلا أن الادعاءات الخاطئة التي يُقدمها المستخدمون في مقاطع الفيديو ومنشورات وسائل التواصل غير منظمة.
في عام 2016، فازت شركة تسويق مرتبطة بنظارات إنكرومّا بجائزة لأفضل استخدام للتسويق الفيروسي. واعترف أحد مستخدمي يوتيوب، لوغان بول، بتضخيم رد فعله عند تجربة نظارات إنكرومّا في مدونته المصورة، وانتقد الكثيرون هذه الفيديوهات باعتبارها تعرض ردود فعل ملفقة أو مبالغ فيها. كما انتقد آخرون استخدام التسويق الفيروسي العاطفي كوسيلة لصرف الانتباه عن "الأخبار العلمية السلبية" المتعلقة بهذه النظارات.

## الشرعية
في دراسة أجرتها إدارة الطيران الفيدرالية الأمريكية عام 1978، تم تقييم التأثيرات الطبية الجوية لعدسات إكس-كروم، ووجدت الدراسة أن هذه العدسات تحسّن النتائج في اختبارات الألواح اللونية الوهمية دون أن تُحسّن الأداء في الاختبارات العملية مثل اختبار إشارات الضوء للطيران.
نتيجة لذلك، قامت الإدارة بحظر استخدام عدسات إكس-كروم أثناء إجراء هذه الاختبارات. واليوم، تحظر معظم اختبارات الفحص المهني لعمى الألوان صراحة استخدام عدسات إكس-كروم تحديدًا أو جميع عدسات تصحيح الألوان بشكل عام أثناء الاختبارات.

## مفاهيم مماثلة
تتضمن هذه الفقرة تطبيقات مشابهة لعدسات تصحيح الألوان وأدوات بديلة تهدف إلى تحسين رؤية الألوان.

## عمى الألوان
عمى الألوان الكامل (الأكروماتوبسيا) هو اضطراب بصري يتمثل في فقدان الرؤية اللونية بشكل كامل، أي عدم القدرة على رؤية أي ألوان. وعلى الرغم من عدم وجود عدسات تدعي منح المصابين بالأكروماتوبسيا رؤية ألوان، إلا أن العدسات تلعب دورًا مهمًا في إدارة هذا الاضطراب.
من بين أعراض الأكروماتوبسيا الأخرى التحسس الشديد للضوء (الحساسية للضوء)، مما يصعّب الرؤية في الإضاءة الساطعة. لذلك، يُستخدم عادة نظارات شمسية ذات تلوين داكن جدًا أو عدسات لاصقة ملونة لتقليل شدة الضوء. العدسات ذات اللون الأحمر شائعة جدًا، لكن يتم استخدام ألوان مختلفة لتحسين راحة المستخدم.
غالبًا ما يستخدم المصابون بالأكروماتوبسيا فلاتر حمراء أثناء القيادة لمساعدتهم في التعرف على إشارات المرور الضوئية عندما لا تكون إشارات الموضع كافية. وبطريقة مشابهة لتقنية سي كي، يسمح تعديل فلتر أحمر للسائق بالاعتماد على فروقات السطوع لتحديد الضوء المشغل.

## النظارات الذكية

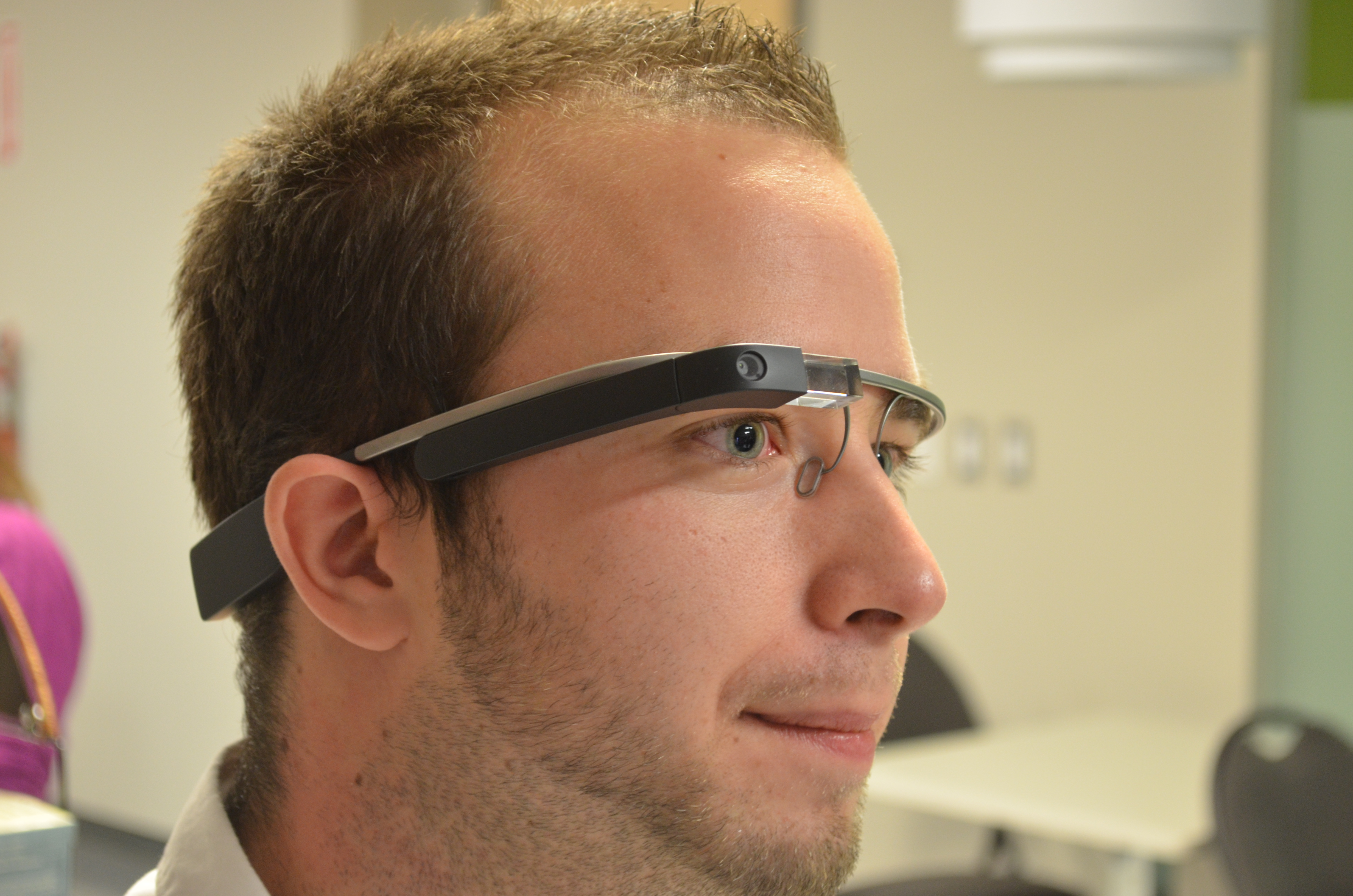
تم استخدام نظارات جوجل مع مرشحات الدالتونية لإنشاء نوع من عدسات تصحيح الألوان "النشطة"

العدسات المصححة للألوان التي نوقشت سابقًا هي فلاتر سلبية، مما يعني أنها تعمل فقط على تقليل أو حجب الضوء عند أطوال موجية معينة. أما العدسات النشطة، التي يمكنها أيضًا تضخيم الضوء عند أطوال موجية معينة، فهي أكثر مرونة في طريقة "تصحيح" رؤية الألوان، وتستطيع إحداث تغييرات أكبر في الألوان.
النظارات الذكية مثل نظارات جوجل وإبسون موفيديو يمكن أن تعمل كعدسات نشطة، وقد تم استخدامها مع تطبيقات إعادة تلوين لمساعدة الأشخاص المصابين بعمى الألوان في أداء مهام تتعلق بالألوان.
تستند فلاتر إعادة التلوين الرقمية عادةً إلى خوارزميات تُعرف باسم "دالتونايزيشن"، التي تعيد تلوين الصورة بغض النظر عن المحتوى، لكن النظارات الذكية يمكنها أن تكون واعية للسياق وتتكيّف مع المشاهد المختلفة لتحسين فعالية الفلتر.
على سبيل المثال، يمكن للنظارات زيادة التباين بين اللونين البني والوردي عند الطهي، مما يسهل التمييز بين اللحوم الحمراء. تُعتبر هذه العدسات النشطة نوعًا من تقنيات الواقع المعزز.

## عدسات لمحاكاة عمى الألوان

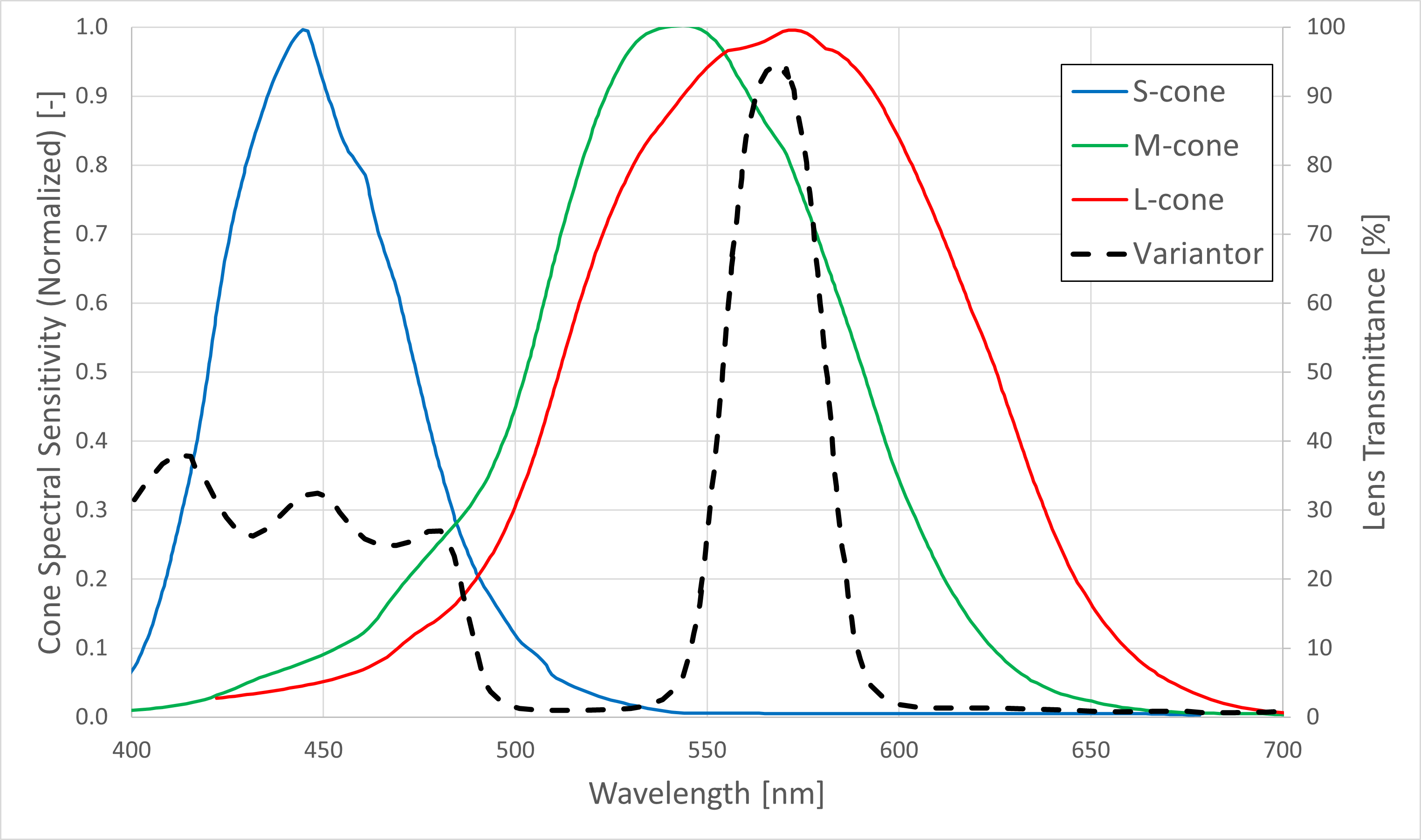
نفاذية عدسة محاكاة عمى الألوان Variantor المتراكبة على الحساسيات الطيفية الطبيعية للمخاريط.

العدسات المعاكسة لعدسات تصحيح الألوان هي عدسات تُحاكي عمى الألوان، أي أنها تُضعف رؤية الألوان لدى الأشخاص ذوي الرؤية اللونية الطبيعية.
مثال على ذلك عدسات التي تتميز بلون أخضر مائل إلى الأزرق (سماوي). يعتمد فلتر هذه العدسات على مبدأ معاكس لمبدأ عدسات تصحيح الألوان التي تستخدم فلاتر الشقوق. يسمح فلتر العدسة بمرور أطوال موجية من الضوء التي إما لا تحفز بشكل كبير مستقبلات اللون الأحمر والأخضر، مثل النطاق قصير الطول الموجي أقل من 490 نانومتر، أو تحفزهما بنفس الدرجة في النطاق طويل الطول الموجي حوالي 560 نانومتر.
عند تمثيل انتقالية الضوء لهذه العدسات على منحنيات حساسية المخاريط اللونية في العين، قد يبدو أن أقصى نفاذية للفلتر لا تتقاطع مع نقطة تقاطع حساسية مستقبلات M و L، لكن هذا ناتج عن طريقة التماثل والتطبيع المستخدمة في التمثيل البياني. عند إزالة التماثل، تكون نقطة تحفيز المستقبلات المتماثلة أقرب إلى أقصى نفاذية للفلتر، خاصةً لأن معظم الأشخاص لديهم مستقبلات M أكثر حساسية من مستقبلات L.
تنتج هذه العدسات تمثيلًا دقيقًا لعمى الألوان من نوع البروتانوبيا، حيث يكون هناك نقص في الحساسية لمستقبلات اللون الأحمر.

## عسر القراءة
تم استخدام عدسات تصحيح الألوان أيضًا كمساعدة لتخفيف عسر القراءة، وهو اضطراب يؤثر على قدرة الشخص على القراءة. في عام 2001، ادعت الشركة المصنعة لعدسات كروماغين، المستخدمة لتحسين رؤية الألوان، أن هذه العدسات ساهمت في "تحسين معدل القراءة لدى المرضى الذين يعانون من اضطرابات في القراءة بسبب تشوه النص."
استند هذا الادعاء إلى دراسة أُجريت عام 1996 وأشارت إلى أن استخدام طبقات ملونة على النص (مثل النظر من خلال عدسة ملونة) يمكن أن يحدث تأثيرًا كبيرًا وفوريًا على سرعة القراءة.
رفضت إدارة الغذاء والدواء الأمريكية أن الدراسة تدعم هذا الادعاء بتحسين معدل القراءة، لكنها سمحت بادعاء مخفّض وهو "تخفيف الانزعاج البصري أثناء القراءة" لأن المشاركين في الدراسة قيّموا سهولة القراءة أعلى عند استخدام عدسات كروماغين مقارنة بعدسات وهمية (بلاسيبو).
أظهرت مراجعة منهجية حديثة للأدبيات العلمية حول استخدام العدسات الملونة كمساعدة لعسر القراءة نتائج مماثلة، مؤكدة أنه لا يمكن التوصية باستخدامها لتحسين صعوبات القراءة، وأن الفوائد التي أبلغ عنها بعض الأفراد في البيئات السريرية قد تكون ناتجة عن تأثير الدواء الوهمي أو التعود أو تأثير هاوثورن (التأثير النفسي الناتج عن الانتباه للمرضى خلال التجارب).